# Florence Stonebraker
Florence Stonebraker, née en 1896 et décédée en 1977 était  un écrivain américain.

## Carrière
Florence Stonebraker  publia son premier roman à l'âge de 41 ans. Elle a écrit plus de 80 romans de pulp fiction lesbien entre 1937 et 1967 et  a d'autre part également une vingtaine de romans plus conventionnels  de  jeunes femmes chastes trouvant le grand amour.
Jusqu'en 1940, ses premiers romans ont pour décore la côte est des États-Unis. Cependant à partir des années de guerre, ses histoires se déroulent en Californie. En 1952 elle publia onze romans, ce fut son année la plus prolifique. Elle arrêta d'écrire en 1967 et résida à Glendale jusqu'à son décès en 1977.
Elle écrivait sous son nom propre, mais également sous d'autres noms de plume : Florence Stuart (son nom d'épouse) et Fern Shepard pour ses romans, Florenz Branch et Thomas Stone pour ses lesbian pulp fictions.

## Liste non exhaustive des ouvrages

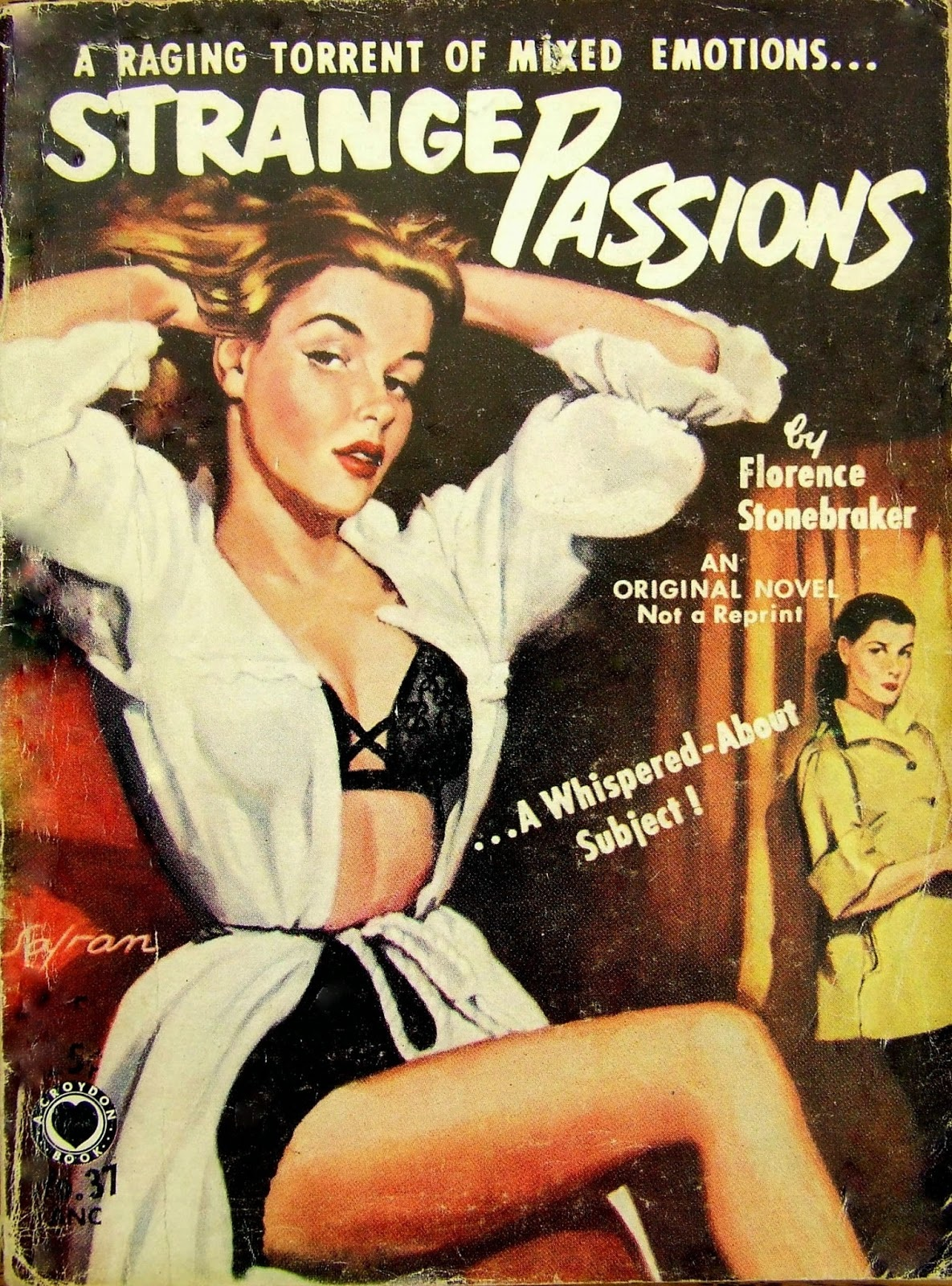
Strange Passions, 1953

- 50-50 Girl, Thomas Stone, éd. Merit B-15 (1952)
- Almost a Lady, Florence Stonebraker, éd. Phoenix (1947)
- The Analyst, Florence Stonebraker, éd. Phoenix (1946), réédité sous le titre Lessons in Love, éd. Candid 23 (1949)
- Away from Sin, Florence Stonebraker, éd. Phoenix (1941)
- Baby Doctor, Florence Stonebraker, éd. Phoenix (1943)
- The Bed She Made, Florence Stonebraker, éd. Phoenix (1946)
- Bedroom Agent, Florence Branch, éd. Phoenix (1940)
- Boom Town Gals, Florence Branch, éd. Phoenix (1942)
- Borrowed Love, Florence Branch, éd. Phoenix (1949), réédité sous le titre  Borrowed Husband, éd. Derby 12, (1950)
- Camp Doctor, Thomas Stone, éd. Phoenix (1943)
- Camp Follower, Florence Stonebraker, éd. Phoenix (1942)
- Can Love Be Wrong, Florence Stonebraker, éd. Lancer 72-666 (1963)
- Careless Caresses, Thomas Stone, éd. Phoenix (1946), réédité sous le même titre aux éditions Knickerbocker 29 (1946)
- Careless Hussy, Thomas Stone, éd. Phoenix (1939), réédité sous le même titre aux éditions Hanro 1 (1945)
- City Doctor, Thomas Stone, éd. Phoenix (1943), réédité sous le même titre aux éditions White Circle 484 (1951)
- Confessions of a Ladie's Chauffeur, Florence Stonebraker, éd. Croyden 70 (1954)
- Doctor Tony, Thomas Stone, éd. Phoenix (1944)
- Doctor Trouble, Thomas Stone, éd. Phoenix, (1940)
- Dr Breyton’s Wife, Florenz Branch, éd. Intimate 39, (1953)
- Dr Randolph’s Women, Thomas Stone, éd. Intimate 21, (1952)
- Easy to Know, Florence Stonebraker, éd. Phoenix, (1945)
- Embraceable, Florence Stonebraker, éd. Phoenix, (1949)
- Ex-mistress, Thomas Stone, éd. Intimate 23, (1952), réédité sous le même titre aux éditions Beacon B285, (1960)
- Flesh Is Weak, The, Florence Stonebraker, éd. Quarter 85, (1951)
- Fleshpots, The, Florenz Branch, éd. Phoenix, (1944), réédité sous le même titre aux éditions Century 93, (1947) et sous le nom Flesh Pots aux éditions Prize Books, (1947)
- Flirting Eyes, Florence Stonebraker, éd. Quarter 90, (1951)
- Four Men and a Dame, Florence Stonebraker, éd. Quarter 83, (1951)
- Frisco Dame, Florence Stonebraker, éd. Quarter 80, (1950)
- Girl Crazy Professor, Florence Stonebraker, éd. Croydon 46, (1953)
- Her Desert Lover, Florence Stonebraker, éd. Phoenix, (1943)
- Intimate Affairs of a French Nurse, Florence Stonebraker, éd. Croydon 30, (1953)
- Wild French Nurse, Florence Stonebraker, éd. Magnet, (1959)
- Intimate Physician, Florenz Branch, éd. Beacon B322, (1960)
- Kept Sisters, Florence Stonebraker, éd. Beacon B388, (1961)
- Local Talent, Florence Stonebraker, éd. Intimate 13, (1952)
- Love Artist, The, Florenz Branch, éd. Phoenix, (1939)
  - réédité sous le titre de Love Siren aux éditions Griffin 8 (1950)
- Love Life of a Hollywood Mistress, Florence Stonebraker (Quarter 73, (1950)
- Love Shift, The, Florence Stonebraker (Phoenix, (1943)
- Love While You May, Florence Stonebraker, éd. Phoenix, (1941)
- Love-Hungry Doctor, Florence Stonebraker, éd. Croydon 24, (1952)
- Lust for Love, Florence Stonebraker, éd. Intimate 16, (1952), réédité sous le même titre aux éditions Beacon B321, (1960)
- Madelon, Florence Stonebraker, éd. Phoenix, (1944)
- Male for Sale, Florenz Branch, éd. Phoenix, (1950), réédité sous le même titre aux éditions Uni, (1951)
- Man Fever, Florence Stonebraker, éd. Phoenix, (1944)
- Marriage Clinic, The, Florence Stonebraker, éd. Phoenix, (1947)
- Marriage Exchange, The, Florenz Branch, éd. Phoenix, (1946)
- Naughty Blonde, Florence Stonebraker, éd. Cameo 304, (1951)
- No Man of Her Own, Florence Stonebraker, éd. Cameo 300, (1951)
- One More Lover, Thomas Stone, éd. Phoenix, (1947), réédité sous le même titre aux éditions Prize 61, (1947)
- Oriental Nights, Florence Stonebraker, éd. Venus 140, (1952)
- Passion on the Potomac, Florence Stonebraker, éd. Phoenix, (1943)
- Passion's Fool, Florence Stonebraker, éd. Phoenix, (1943.)
- Passion’s Harvest, Florence Stonebraker, éd. Cameo 315, (1952)
- Past Folly, Florenz Branch, éd. Phoenix, (1948), réédité sous le même titre aux éditions Century 123, (1950)
- Pause for Passion, A, Florence Stonebraker, éd. Phoenix, (1942)
- Pay for Your Pleasure, Florence Stonebraker, éd. Phoenix, (1937)
- Playboy's Girl, The, Thomas Stone, éd. Phoenix, (1942)
- Pleasure after Hours, Florenz Branch, éd. Phoenix, (1947), réédité sous le même titre aux éditions News Stand First Ser 27, (1949)
- Private Practice, Thomas Stone, éd. Intimate 35, (1953)
- Predatory Woman, Florence Stonebraker, éd. Beacon 1028, (1967)
- Problem Girl, Thomas Stone, éd. Phoenix, (1940)
- Program for Passion, Florenz Branch, éd. Phoenix, (1948), réédité sous de titre  Passion’s Program aux éditions Century 114, (1948)
- Raging Passions, Thomas Stone, éd. Stork 7, (1950)
  - réédité sous le titre de Pawn of Love aux éditions Belmont B50-800, (1967)
  - réédité une seconde fois sous le titre de Shameful Love aux éditions Croydon 102, (1952 et 1954)
- Red for Passion, Thomas Stone, éd. Phoenix, (1948)
  - réédité sous le même titre aux éditions Century 117, (1949)
- Red-Headed Nurse, Thomas Stone, éd. Intimate 47, (1953)
- Reno Tramp, Florence Stonebraker, éd. Ecstasy 6, (1950)
  - réédité sous le même titre aux éditions News Stand First Ser 139, (1950)
  - réédité une seconde fois sous le même titre aux éditions Rainbow 102, (1951)
- Shameless Play-girl, Florence Stonebraker, éd. Croydon 55, (1954)
- Shanty-Town Tease, Florence Stonebraker, éd. Croydon 89, (1954), 
  - réédité sous le même titre aux éditions Lancer 72-637, (1962)
- She Had What They Wanted, Florenz Branch, éd. Phoenix, (1946)
- She Tried to Be Good, Florence Stonebraker, éd. Venus 133, (1951)
- Sob Sister, Florence Stonebraker, éd. Phoenix, (1940)
- Sinful Desires, Florence Stonebraker, éd. Bedside 801, vers 1959)
- Strange Passions, Florence Stonebraker, éd. Croydon 37, (1953)
  - réédité sous le titre de Who Knows Love ? aux éditions Lancer 72-654, (1962)
- Strange Sinner, Florence Stonebraker, éd. Stanley Library 73, (1959)
- Summer Widow, Florence Stonebraker, éd. Beacon B394, (1961)
- Talent for Love, A, Thomas Stone, éd. Phoenix, (1944), 
  - réédité sous le même titre aux éditions Knickerbocker 30, (1946)
  - réédité sous le titre de Red Lights in this Village aux éditions News Stand First Ser 21, (1949)
  - réédité sous le titre de Shameless Honeymoon aux éditions Pyramid 18, (1950)
- Taylor-Made Wives, Thomas Stone, éd. Phoenix, (1950)
- This Year's Sin, Florence Stonebraker, éd. Phoenix, (1945)
- Three Men and a Mistress, Florence Stonebraker (Exotic NO-8, (1950)
  - réédité sous le même titre aux éditions Quarter 92, (1951)
- Three Times Sin, Thomas Stone, éd. Phoenix, (1949)
- Tramp Girl, Thomas Stone, éd. Intimate 27, (1952)
  - réédité sous le même titre aux éditions Stallion 205, (1954)
  - réédité une seconde fois sous le même titre aux éditions Beacon B349, (1960)
- Two-time Girl, Thomas Stone, éd. Phoenix, (1945)
  - réédité sous le même titre aux éditions Knickerbocker 8, (1946)
- Whipping Room, The, Florenz Branch, éd. Intimate 24, (1952)
- Wild Co-Ed, Florence Stonebraker, éd. Croydon 95, (1955)
- Young Doctor Elliot, Florence Stonebraker, éd. Modern Promotions, (1946)
  - réédité sous le même titre aux éditions Belmont 90-270, (1962)
- Country Doctor, Thomas Stone, éd. World, (1948)
- Doctor by Day, Thomas Stone, éd. Harlequin 142, (1951)
- Help Wanted, Male, Thomas Stone, éd. Novel Library 41, (1950)
- Love Doctor, Florence Stonebraker, éd. Stanley Library 70, (1959)
- Love Doctor, Florence Stonebraker, éd. Belmont 234, (1961)
- Passion’s Darling, Thomas Stone, éd. Lev Gleason 104, (1946)
- Pick-Up Girl, The, Florenz Branch, éd. Knickerbocker NO-11, nd)
- Scandalous Affair, Florenz Branch, éd. Uni 17, (1951)
- Scarlet Lil, Florence Stonebraker, éd. Original 706, (1952)
- Stolen Love, Thomas Stone, éd. Griffin NO-4, n.d.)
- Unfaithful, Florenz Branch, éd. Knickerbocker NO-16, nd)
- Unwilling Virgin, Florenz Branch, éd. Knickerbocker NO-6, nd)

## Source
- (en) Reading California - Biographie de Florence Stonebaker